# Llengües kongo

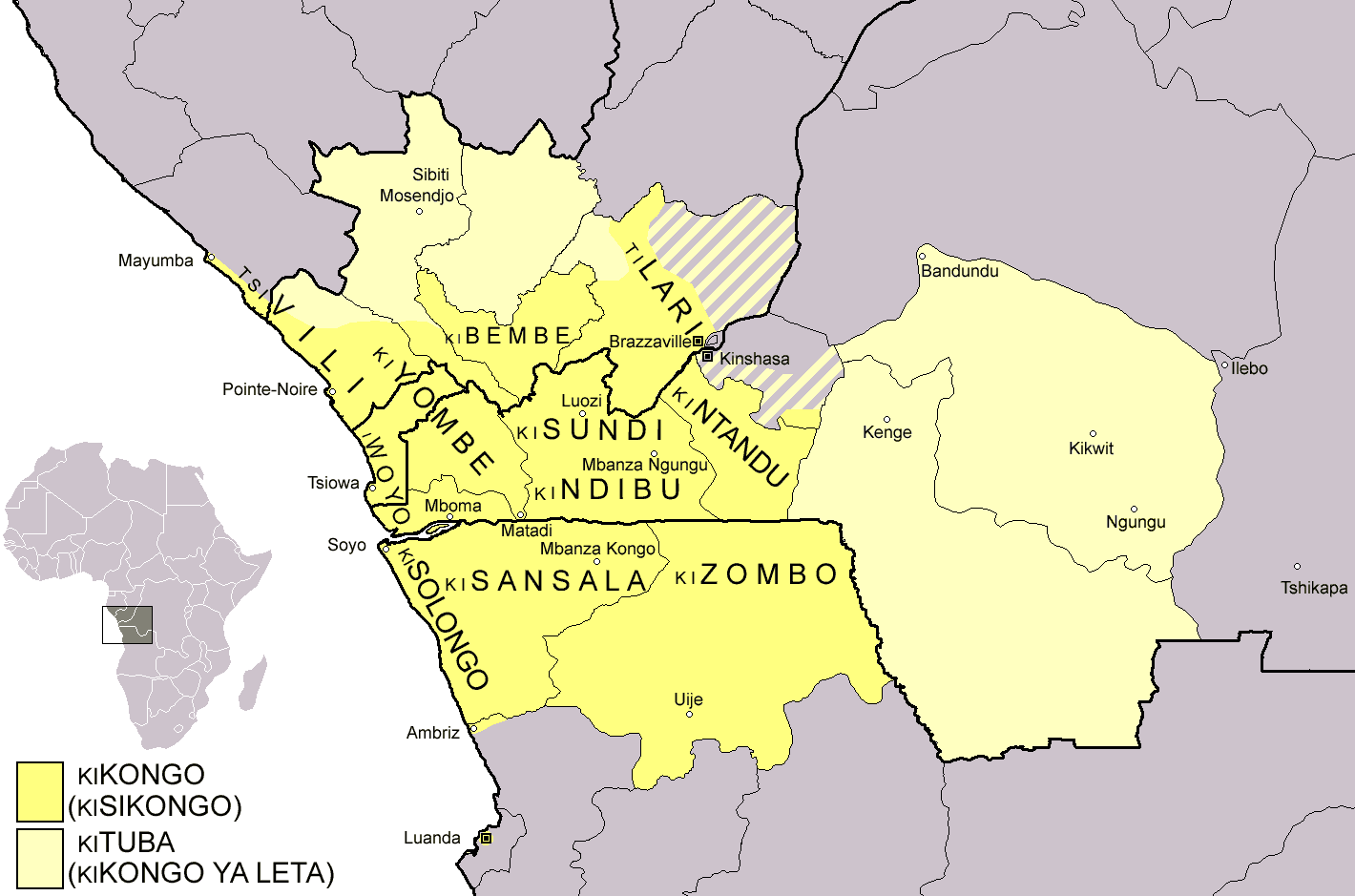
Extensió del kikongo

El kongo o kikongo és la família de llengües bantu, que parlen els pobladors dels boscos tropicals de la República Democràtica del Congo, la República del Congo i Angola.
El Koongo (llengua) s'utilitzava com a lingua franca als segles xviii i xix a una bona part de l'Àfrica Occidental, específicament on els europeus segrestaven esclaus per endur-se'ls a Amèrica. Per aquest motiu, la llengua kongo ha deixat empremtes al Carib, i és una de les fonts dels qui parlen la llengua gullah. La majoria dels seus parlants viu al continent africà.
Hi ha set milions de parlants nadius de les llengües kongo, i uns dos milions l'utilitzen com a segona llengua. També és la base de diversos dialectes d'ús comercial i d'intercanvi interètnic.
Algunes de les llengües de la subfamília kongo moltes vegades són considerades com a dialectes de la mateixa llengua, però estan llistades com a independents pel SIL International.

## Llengües de la subfamília kongo
- Beembe
- Doondo
- Kaamba
- Kongo, San Salvador
- Koongo
- Kunyi
- Laari
- Suundi
- Vili
- Yombe